# Tiếng thét Wilhelm
Tiếng thét Wilhelm (tiếng Anh: Wilhelm scream) là một hiệu ứng âm thanh đã được sử dụng trong ít nhất 416 phim điện ảnh và phim truyền hình (tính đến tháng 7 năm 2015) Nó được bắt đầu sử dụng vào năm 1951 trong bộ phim Distant Drums. Tiếng hét thường được sử dụng khi ai đó bị bắn chết, rơi từ độ cao lớn hoặc bị văng ra từ một vụ nổ.
Được lồng tiếng bởi nam diễn viên kiêm ca sĩ Sheb Wooley, âm thanh này được đặt theo tên của Private Wilhelm, một nhân vật trong The Charge at Feather River, một người Tây vào năm 1953, trong đó nhân vật đã bị bắn vào đùi bằng một mũi tên của người bản địa. Đây là lần đầu tiên nó được sử dụng từ thư viện âm thanh lưu trữ của Warner Bros., mặc dù The Charge at Feather River được cho là bộ phim thứ ba sử dụng hiệu ứng này.
Hiệu ứng này đã trở nên phổ biến (việc sử dụng nó thường trở thành một trò đùa) sau khi nó được sử dụng trong loạt phim Chiến tranh giữa các vì sao, loạt phim Indiana Jones, các phim hoạt hình của Disney và Pixar, và nhiều bộ phim bom tấn khác cũng như trong nhiều chương trình truyền hình, phim hoạt hình và các trò chơi video.

## Lịch sử
Tiếng thét Wilhelm bắt nguồn từ một loạt hiệu ứng âm thanh được ghi lại cho bộ phim Distant Drums vào năm 1951. Trong một cảnh của phim, những người lính đang lội qua một đầm lầy ở Everglades và một trong số họ bị một con cá sấu cắn và kéo lê đi khi đang ở dưới nước. Tiếng thét cho cảnh đó đã được ghi lại sau một lần duy nhất, cùng với năm tiếng hét đau đớn ngắn khác, được dán nhãn là "người đàn ông bị cá sấu cắn, và anh ta hét lên". Tiếng thét thứ năm được sử dụng cho người lính trong cảnh cá sấu cắn, nhưng tiếng hét thứ tư, thứ năm và thứ sáu được ghi lại trong phiên cũng được sử dụng trước đó trong bộ phim, trong cảnh khi ba người Mỹ bản địa bị bắn trong một cuộc đột kích vào pháo đài. Mặc dù cái thứ 4, 5 và 6 dễ nhận biết nhất, nhưng tất cả những tiếng thét đó đều được gọi là "Tiếng thét Wilhelm" bởi những người trong cộng đồng âm thanh. Đột phá lớn của tiếng hét trong văn hóa đại chúng đến từ nhà thiết kế âm thanh hình ảnh chuyển động, Ben Burtt, người đã phát hiện ra bản ghi âm gốc (mà ông tìm thấy như một cuộn phim có nhãn "Người đàn ông bị cá sấu ăn thịt") và đưa nó vào một cảnh trong Chiến tranh giữa các vì sao 4, trong cảnh Luke Skywalker bắn một Stormtrooper ra khỏi một gờ đá, với hiệu ứng được sử dụng khi Stormtrooper rơi xuống. Burtt được ghi nhận là người đã đặt tên cho tiếng thét sau Private Wilhelm (xem The Charge at Feather River). Trong thập kỷ tiếp theo, Burtt bắt đầu kết hợp hiệu ứng trong các bộ phim khác mà ông làm việc, bao gồm hầu hết các dự án liên quan đến George Lucas hoặc Steven Spielberg, đáng chú ý là phần còn lại của các bộ phim Chiến tranh giữa các vì sao, cũng như các bộ phim Indiana Jones. Vào tháng 2 năm 2018, phim Star Wars: The Force Awakens (2015) đã được thông báo rằng sẽ không còn sử dụng âm thanh này nữa và Star Wars : The Force Awakens (2015) sẽ là bộ phim cuối cùng trong serie này sử dụng nó.
Các nhà thiết kế âm thanh khác đã chọn hiệu ứng này và đưa âm thanh vào các bộ phim khiến nó trở thành một truyền thống trong cộng đồng các nhà thiết kế âm thanh. Một trong những cảnh từ Indiana Jones và Temple of Doom thực sự có một người đàn ông bị cá sấu ăn thịt (liên quan mật thiết đến cá sấu) kèm theo tiếng hét.   Nhà thiết kế âm thanh Gary Rydstrom đã đưa hiệu ứng vào trong lần ra mắt đạo diễn năm 2006 của ông trong một bộ phim ngắn của Pixar.
Nghiên cứu của Burtt cho thấy Sheb Wooley, người nổi tiếng với bài hát "The Purple People Eater" vào năm 1958 và là người từng đóng vai trinh sát Pete Nolan trong loạt phim truyền hình Raw leather, có khả năng là diễn viên lồng tiếng đầu tiên thực hiện tiếng thét này. Điều này đã được ủng hộ bởi một cuộc phỏng vấn vào năm 2005 với Linda Dotson, góa phụ của Wooley. Burtt đã phát hiện ra các hồ sơ ở Warner Brothers từ các biên tập viên của Distant Drums, trong đó bao gồm một danh sách ngắn ghi chép tên của các diễn viên được dự kiến ghi lại các đoạn hội thoại cho các vai diễn linh tinh trong phim. Wooley đã đóng vai Private Jessup (nhưng không được công nhận) trong Distant Drums, và là một trong số ít diễn viên được tập hợp để thu âm các yếu tố âm thanh bổ sung cho bộ phim. Wooley đã biểu diễn các yếu tố âm thanh bổ sung, bao gồm tiếng la hét cho một người đàn ông bị cá sấu cắn. Dotson xác nhận tiếng hét của Wooley có ở nhiều người phương Tây và nói thêm,"Anh ấy luôn nói đùa về việc anh ấy rất tuyệt vời khi la hét và chết trong phim". Mặc dù sử dụng âm thanh, không có tiền bản quyền được trả.
Ngoài ra, âm thanh có thể được nghe thấy trong trò chơi video Red Dead Redemption (2010) trong các cuộc đấu súng. Nó cũng được giới thiệu trong Grand Theft Auto IV của Rockstar (dưới dạng một quả trứng Phục sinh trong Cuộc phỏng vấn cuối cùng của nhiệm vụ), Grand Theft Auto V (cũng như một quả trứng Phục sinh trong nhiệm vụ khi một nhân vật được ném từ một chiếc thuyền lên trên phía sau một chiếc xe tải đang chạy quá tốc độ) và trong Grand Theft Auto: Chinatown Wars, khi một nhân vật tự sát.